# داميان ليلارد
داميان ليلارد (بالإنجليزية: Damian Lillard) مواليد 15 يوليو 1990 في أوكلاند، هو لاعب كرة سلة أمريكي بدأ مسيرته الاحترافية في سنة 2012 حيث تم اختياره من قبل فريق بورتلاند ترايل بلايزرز خلال الدرافت، يلعب مع فريق بورتلاند ترايل بلايزرز في الرابطة الوطنية لكرة السلة كلاعب هجوم خلفي ويحمل الرقم 0. يبلغ طوله 6 قدم 3 بوصة (1.9 م).

## فرق لعب لها
- بورتلاند ترايل بلايزرز

## إحصائيات المسيرة

### الموسم الاعتيادي
| السنة     | الفريق                 | لعب | بدأ | دقيقة | ميداني% | ثلاثية | حرة  | ارتداد | صنع | استلاب | تصدي | نقطة |
| --------- | ---------------------- | --- | --- | ----- | ------- | ------ | ---- | ------ | --- | ------ | ---- | ---- |
| 2012–13   | بورتلاند ترايل بلايزرز | 82  | 82  | 38.6  | .429    | .368   | .844 | 3.1    | 6.5 | .9     | .2   | 19.0 |
| 2013–14   | بورتلاند ترايل بلايزرز | 82  | 82  | 35.8  | .424    | .394   | .871 | 3.5    | 5.6 | .8     | .3   | 20.7 |
| 2014–15   | بورتلاند ترايل بلايزرز | 82  | 82  | 35.7  | .434    | .343   | .864 | 4.6    | 6.2 | 1.2    | .3   | 21.0 |
| 2015–16   | بورتلاند ترايل بلايزرز | 75  | 75  | 35.7  | .419    | .375   | .892 | 4.0    | 6.8 | .9     | .4   | 25.1 |
| المسيرة   | المسيرة                | 321 | 321 | 36.5  | .426    | .370   | .870 | 3.8    | 6.3 | .9     | .3   | 21.4 |
| كل النجوم | كل النجوم              | 2   | 0   | 12.5  | .350    | .400   | .000 | 1.5    | 1.0 | .5     | .0   | 10.0 |

### التصفيات
| السنة   | الفريق                 | لعب | بدأ | دقيقة | ميداني% | ثلاثية | حرة  | ارتداد | صنع | استلاب | تصدي | نقطة |
| ------- | ---------------------- | --- | --- | ----- | ------- | ------ | ---- | ------ | --- | ------ | ---- | ---- |
| 2014    | بورتلاند ترايل بلايزرز | 11  | 11  | 42.4  | .439    | .386   | .894 | 5.1    | 6.5 | 1.0    | .1   | 22.9 |
| 2015    | بورتلاند ترايل بلايزرز | 5   | 5   | 40.2  | .406    | .161   | .781 | 4.0    | 4.6 | .4     | .6   | 21.6 |
| 2016    | بورتلاند ترايل بلايزرز | 11  | 11  | 39.7  | .368    | .393   | .910 | 4.3    | 6.3 | 1.3    | .3   | 26.5 |
| المسيرة | المسيرة                | 27  | 27  | 40.9  | .400    | .356   | .881 | 4.6    | 6.1 | 1.0    | .3   | 24.1 |

## روابط خارجية
- داميان ليلارد على موقع IMDb (الإنجليزية)
- داميان ليلارد على موقع ميوزك برينز (الإنجليزية)
- داميان ليلارد على موقع ميوزك برينز (الإنجليزية)
- داميان ليلارد على موقع ديسكوغز (الإنجليزية)
- داميان ليلارد على موقع إن بي أي (الإنجليزية)
- داميان ليلارد على موقع سبورتس رفرنس (الإنجليزية)
- داميان ليلارد على موقع كرة السلة الأوروبية.كوم (الإنجليزية)
- داميان ليلارد على موقع DraftExpress.com (الإنجليزية)
- داميان ليلارد على موقع إي إس بي إن.كوم (الإنجليزية)
- داميان ليلارد على موقع كلية كرة السلة في سبورتس رفرنس.كوم (الإنجليزية)
- داميان ليلارد على موقع ريلجم (الإنجليزية)
- داميان ليلارد على موقع بروبوليرز (الإنجليزية)
- داميان ليلارد على موقع سبورتس رفرنس (الإنجليزية)
- داميان ليلارد على موقع اللجنة الأولمبية الدولية (الإنجليزية)